# Slag bij Vellinghausen
De Slag bij Vellinghausen was een veldslag tussen een geallieerd leger van Pruisen, Britten en Hannoveranen onder leiding van prins Ferdinand van Brunswijk-Lüneburg en een Frans leger onder leiding van Victor-François de Broglie en Charles de Rohan. Hoewel het Pruisische leger aanmerkelijk kleiner was, won het de veldslag.

## Context
In februari en maart 1761 ging hertog Ferdinand, hertog van Brunswijk-Lüneburg al vroeg in de aanval. Het opperbevel van het Franse leger werd hierdoor verrast, en kwam pas in de zomer aan een tegenoffensief toe.
Charles de Rohan, prins van Soubise verenigde hiertoe zijn leger in juli met het korps van Victor-François, 2e graaf de Broglie. Met deze strijdmacht van 140.000 man, een fors overwicht op de geallieerde troepen, wilden zij Ferdinand uit Lippstadt verdrijven en hem zo mogelijk vernietigend verslaan.
Ferdinand positioneerde zijn leger bij Vellinghausen. Hij kreeg hierbij versterking van de troepen van generaal Spörcken.
Op 10 juli verkende de Broglie samen met zijn broer de stellingen van Ferdinand. Hierbij werd hij echter bijna door de Pruisisch - Britse cavalerie gevangengenomen.
De bronnen geven verschillende schattingen voor de sterkte van de troepen. Over de geallieerde troepen bestaat de meeste overeenstemming, waarschijnlijk had Ferdinand 65.000 - 70.000 man ter beschikking. Szabo geeft voor de Franse troepen 90.000 man op, maar andere bronnen geven grotere aantallen.
Op de 13e voerden de Franse troepen enkele felle aanvallen uit, maar de Pruisen konden deze aanvallen afslaan.

## De veldslag
Het geallieerde leger stelde zich op langs een serie heuvels, waarbij hun linkerflank steunde op het riviertje de Lippe (rivier), en hun centrum op de Ahne (rivier). De Franse troepen vielen in de middag van de 15e aan. De troepen onder de Broglie vielen daarbij in het oosten aan, terwijl de troepen van de Soubise een mars ondernamen om de volgende dag vanuit het zuiden te kunnen aanvallen. De troepen van de Broglie wisten Duitse troepen onder Wutginau terug te drijven. Britse troepen onder Granby even ten zuiden daarvan wisten stand te houden en de Franse aanval liep dood. De gevechten liepen nog tot het invallen van het duister, rond 22 uur, door. Fredinand leger slaagde er steeds in de oprukkende Franse troepen terug te drijven.
In de nacht van de 15e op de 16e arriveerden bij beide partijen versterkingen. Ferdinand versterkte zijn linkervleugel ten koste van zijn rechter.
De volgende ochtend zette de Broglie bij het aanbreken van de dag zijn aanval op de geallieerde linkerflank voort, en verwachtte dat de Soubise de verzwakte geallieerde rechtervleugel zou aanvallen. Beide commandanten hadden dezelfde rang, en aarzelden om opdrachten van elkaar uit te voeren. de Soubise voerde echter alleen een paar lichte aanvallen uit, en profiteerde niet van de verzwakte geallieerde rechtervleugel.
Rond het middaguur arriveerden er geallieerde versterkingen onder Wolff bij de Lippe rivier, en vielen de Fransen in hun flank aan. Dit stopte de aanval van de Broglie en de Fransen trokken zich gedesorganiseerd terug. Door het landschap kon Ferdinands cavalerie geen goede achtervolging inzetten. Hierdoor werden de Fransen zwaardere verliezen bespaard.

## Gevolgen

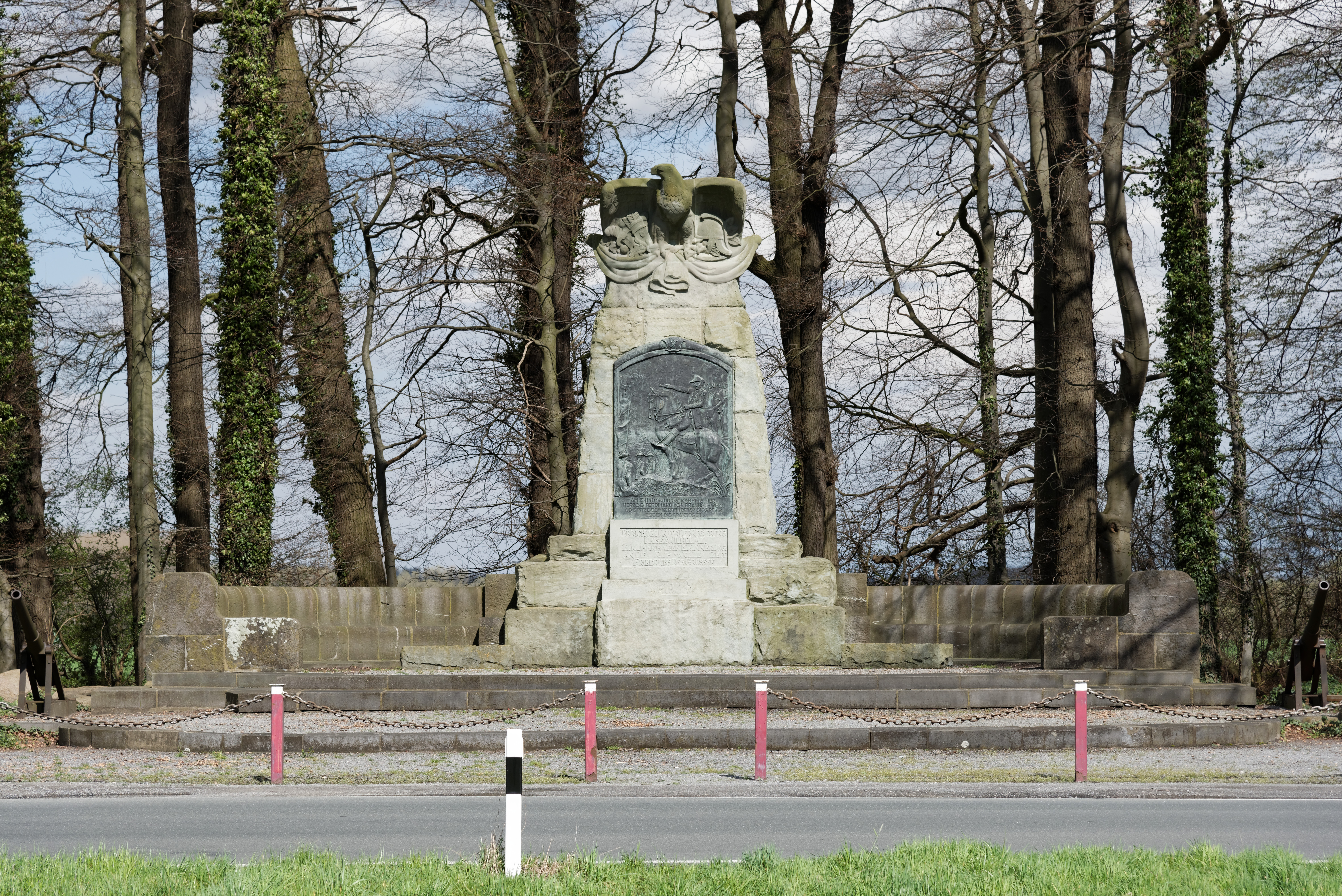
Monument van de slag

De twee Franse aanvoerder schoven de schuld van de nederlaag op elkaar af. De onenigheid in de Franse legerleiding verhinderde de rest van het jaar belangrijke operaties.
Het nieuws van de slag leidde in Groot-Brittannië tot een euforische stemming, en William Pitt nam direct een harder standpunt in bij de vredesonderhandelingen met Frankrijk. Ondanks de Geallieerde overwinning hadden de Fransen echter nog steeds een numeriek overwicht in het veld.